# Рафал Якуб Ярославський
Рафал Якуб Яросла́вський (пол. Rafał Jakub Jarosławski; між 1436 і 1440 — 22 грудня 1493) — польський шляхтич, воєначальник, дипломат, урядник і державний діяч Королівства Ягайлонів. Засновник Ярославського майорату. Представник шляхетсько-магнатського роду Ярославських гербу Леліва — бічної гілки роду Тарновських.

## Біографія
Народився, очевидно, між 1436 та 1440 роками. Син Рафала з Тарнова і Ярослава та його дружини, познанської каштелянки Анни зі Шамотульських.
Ймовірно, був учасником конфедерації проти Одровонжів у грудні 1464 р. Брав участь у військових походах. Під Теребовлею 1469 року розбив чамбули волзьких татар разом із Павлом Ясенським. У 1475 р. позичив королю 600 гривень, забезпечених на Городку. В 2-й половині 1477 став маршалком Королівства.
Брав участь у розгромі 1487 татар під Копистирином. Під час польсько-чеської війни проти короля Угорщини Матвія Корвіна брав участь 1475 року у невдалій облозі Вроцлава. Їздив з дипломатичними місіями до Німеччини, Угорщини. У 1485 був у Коломиї під час голду молдавського господаря Штефана ІІІ, у молдавському поході участі не брав. У жовтні 1489 разом з королевичем Ольбрахтом виправився під Чорний Острів. Майже безпосередньо після за участь у походах 1487, 1489 р. отримав у «доживоття» місто Куликів з прилеглими селами.
Під час поділу спадку родини взяв Переворськ. Разом з братом Спитком ІІІ заклав 1470 родинну ординацію з міст Руського воєводства Ярослава і Переворська, 29 селищ, що була у Короні першим майоратом, який міг успадкувати лише найстарший син чи родич без права поділу майна поміж решти родичів. Для Переворська у 1473 підтвердив локаційний привілей прадіда.
У 1480 році від Тарлів відкупив Підгайчики, мав у доживотті Городок.
Уряди (посади): староста львівський (30 серпня 1465 — 16 вересня 1478 р.; передав брату Спитекові), підкоморій перемиський (1473— 24 жовтня 1477), маршалок Королівства Польщі 1466, каштелян сандомирський (посів уряд незадовго до 23 березня 1485), староста сандомирський (став незадовго до 18 квітня 1480).
Помер 22 грудня 1493 року. Був похований у костелі в Переворську, який вибудували близько 1473 р. меховити, а він був його доброчинцем.

### Сім'я
Незадовго до 26 червня 1471 одружився з Ельжбетою (Єлизаветою) з Коморова. У шлюбі народилися троє дітей:
- Барбара,[4] бл. 1480 року[6] вийшла за Якуба зі Щекоцина і Дембна
- Рафал (1474/77 — 1507/08[джерело?]) — каштелян перемиський
- Анна (?— після 1531[джерело?]), вийшла за старосту Станіслава Пілецького[4]